# ماركو بايفا
ماركو بايفا هو لاعب كرة قدم ومدرب كرة قدم برتغالي في مركز الوسط، ولد في 7 فبراير 1973 في فونشال في البرتغال. شارك مع منتخب البرتغال لكرة القدم. أما مع النوادي، فقد لعب مع فيتوريا دي غيماريش ونادي أونياو دا ماديرا ونادي فارنزي ونادي ماريتيمو.

## وصلات خارجية
- ماركو بايفا على موقع ناشيونال فوتبول تيمز (الإنجليزية)
- ماركو بايفا على موقع عالم كرة القدم.نت (الإنجليزية)